# Nespelem
Nespelem é uma cidade  localizada no estado norte-americano de Washington, no Condado de Okanogan.

## Demografia
Segundo o censo norte-americano de 2000, a sua população era de 212 habitantes.
Em 2006, foi estimada uma população de 206, um decréscimo de 6 (-2.8%).

## Geografia
De acordo com o United States Census Bureau tem uma área de
0,5 km², dos quais 0,5 km² cobertos por terra e 0,0 km² cobertos por água. Nespelem localiza-se a aproximadamente 561 m acima do nível do mar.

## Localidades na vizinhança
O diagrama seguinte representa as localidades num raio de 28 km ao redor de Nespelem.